# Klubi Sportiv Iliria
Il Klubi Sportiv Iliria Fush-Kruje, meglio noto come KS Iliria, è una società calcistica albanese con sede nella città di Fushë Krujë. Milita nella Kategoria e Dytë, la terza divisione del campionato albanese.

## Storia
Fondata nel 1991, ha disputato solo una stagione nella massima divisione del campionato Albanese, dopo aver conquistato la promozione nel 1994.
La stagione successiva, sotto la guida dell'allenatore Fatmir Sala, furono immediatamente retrocessi dopo aver terminato la stagione 1994-95 all'ultimo posto a 10 punti di distacco dalla salvezza.

## Palmarès

### Competizioni nazionali
- Kategoria e Dytë: 2

2013-2014, 2024-2025 (girone A)

### Altri piazzamenti
- Kategoria e Parë:

Secondo posto: 1993-1994